# Christian Karl Frey

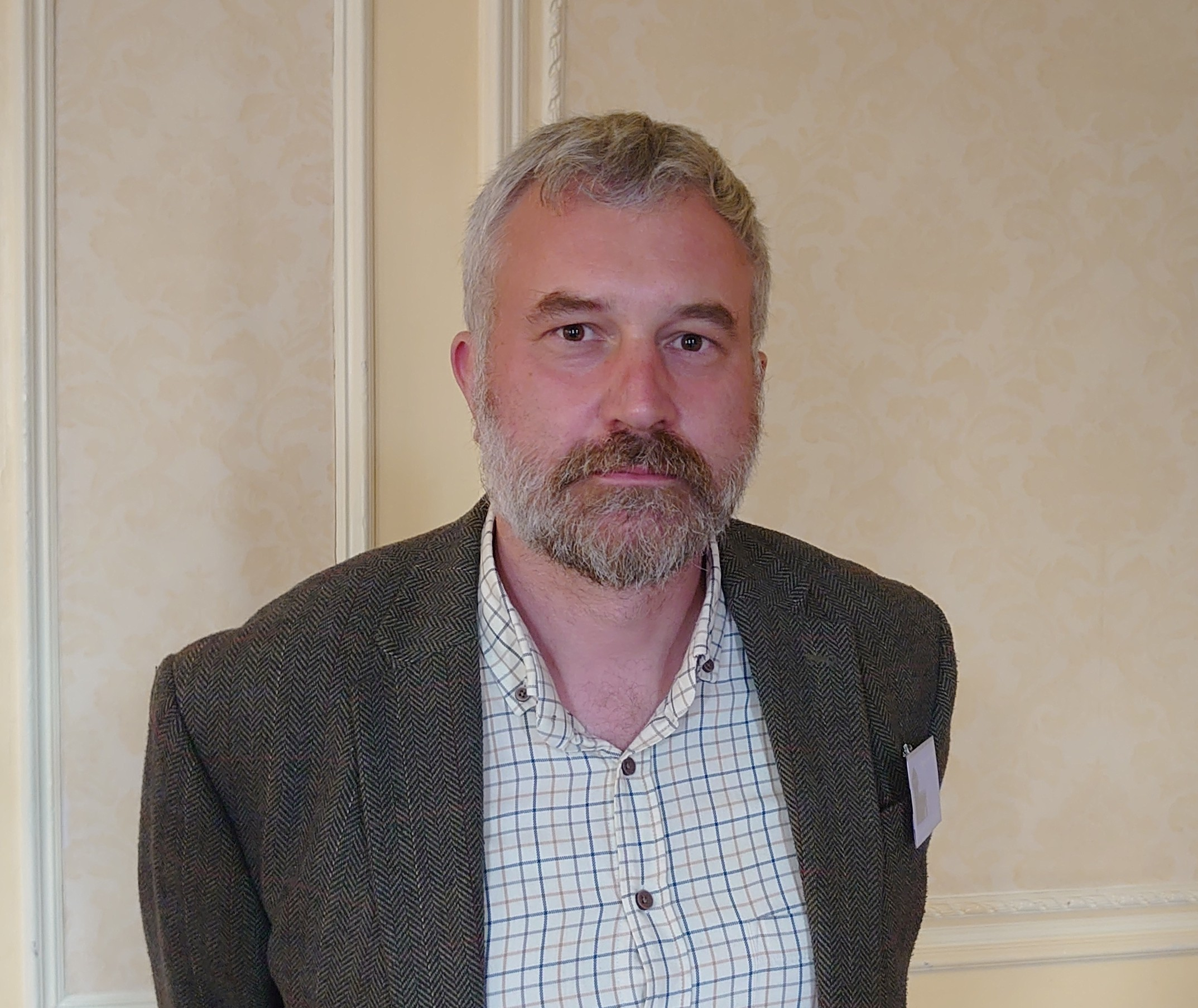
Christian Frey, 2024

Christian Karl Frey (* 31. August 1977 in Gifhorn) ist ein deutscher Historiker, der auf die Geschichte von Burgen und Befestigungen des Mittelalters spezialisiert ist.
Frey legte 1997 in Hankensbüttel sein Abitur ab. Er studierte Mittelalterliche Geschichte an der Technischen Universität Braunschweig. Im Jahr 2012 promovierte er bei Thomas Scharff mit dem Thema „Burgen als Handlungsorte im Spannungsfeld der Grenzen im nordöstlichen Elbraum des früheren Mittelalters“. Von 2009 bis 2013 war er Mitarbeiter im Historischen Seminar der TU Braunschweig und arbeitete unter anderem mit Ute Daniel am Projekt 1913. Von 2022 bis 2025 leitete er das Museum Burg Brome im Landkreis Gifhorn. Ab August 2025 leitet er das Europäische Burgeninstitut.
Frey ist Mitglied in der Deutschen Burgenvereinigung und im Colloque Château Gaillard.
Frey ist erfolgreicher Sportpilot. Im Jahr 2011 wurde er Deutscher Meister in der Klasse der Ultraleichtflugzeuge.

## Schriften
Monografien
- Schutzort, Schauplatz, Statussymbol. Burgen als Handlungsorte in den nord- und ostdeutschen Grenzräumen des früheren Mittelalters, Braubach 2014. ISBN 978-3-927558-40-3

Herausgeberschaften
- mit Thomas Kubetzky, Klaus Latzel, Heidi Mehrkens & Christoph F. Weber: Sinngeschichten. Kulturgeschichtliche Beiträge für Ute Daniel, Wien/Köln/Weimar 2013. ISBN 978-3-412-22137-9
- mit Ute Daniel: Die preußisch-welfische Hochzeit 1913: Das dynastische Europa in seinem letzten Friedensjahr, Braunschweig 2016. ISBN 978-3-944939-18-6